# 美濃市立蕨生小学校
美濃市立蕨生小学校 （みのしりつ わらびしょうがっこう）は、かつて岐阜県美濃市に存在した公立小学校。

## 概要
- 校区は美濃市蕨生であった。
- 2003年、下牧の4つの小学校（長瀬小学校・神洞小学校・片知小学校（休校中の板山分校を含む））を統合し、下牧小学校の新設により廃校。
- 校舎は改修され、牧谷小学校として使用されている。

## 沿革
- 1873年（明治6年）2月 - 蕨生村に興譲義校が開校。
- 1880年（明治13年） - 蕨生小学校に改称する。
- 1883年（明治16年） - 新築移転する。
- 1886年（明治19年） - 蕨生簡易科小学校に改称する。その後、蕨生尋常小学校に改称する。
- 1897年（明治30年）4月1日 - 長瀬村、片知村、蕨生村、神洞村が合併し、下牧村が発足。
- 1899年（明治32年） - 長瀬尋常小学校、神洞尋常小学校、片知尋常小学校、蕨生尋常小学校が統合され、下牧尋常小学校となる。
- 1901年（明治34年） - 下牧尋常小学校が分立し、蕨生尋常小学校が開校。
- 1903年（明治36年）9月 - 校舎の改築のため、慶長院[注釈 1]に第二部教場を設置。
- 1904年（明治37年）10月 - 校舎の改築が完成。第二部教場を廃止。
- 1910年（明治43年） - 
  - 農業補習学校を併設する。
  - 校舎が手狭になったため、尋常科6年生を片知尋常小学校へ委託する。
- 1911年（明治44年） - 校舎を増築する。片知尋常小学校への委託を解除。
- 1920年（大正9年） - 農業補習学校に女子部を設置。
- 1922年（大正11年） - 農業補習学校を農工補習学校に改称する。
- 1926年（大正15年） - 農工補習学校の女子部を廃止。
- 1928年（昭和3年） - 農工補習学校の女子部を再開。
- 1934年（昭和9年）
  - 3月 - 蕨生尋常小学校に高等科を設置する住民運動が起きる。下牧村議会は反対の議決を行う。
  - 4月 - 蕨生地区独自で教師を雇用し、民家で高等科教育を開始（通称：大銀学校）。
  - 7月 - 岐阜県により大銀学校の閉鎖命令が出される。地区の有力者と教師が逮捕される刑事事件となり、大銀学校は閉鎖される。
- 1935年（昭和10年） - 慶長院で高等科教育を行う計画がされたが、中止となる。
- 1941年（昭和16年）4月1日 - 蕨生国民学校に改称する。校舎を改築する[注釈 2]。
- 1947年（昭和22年）4月1日 - 下牧村立蕨生小学校に改称する。
- 1952年（昭和27年） - 校舎を取り壊し、校舎（木造）を新築する。
- 1954年（昭和29年）4月1日 - 美濃町、洲原村、下牧村、上牧村、大矢田村、藍見村、中有知村が合併し、美濃市が発足。同時に美濃市立蕨生小学校に改称する。
- 2003年（平成15年）3月 - 統合により廃校。